# طيب عبد الله
الطيب عبد الله محمد علي (1929 - توفي في 24 فبراير2007) هو رئيس سابق لنادي الهلال السوداني لكرة القدم. وهو أكثر الإداريين الذين تربعوا على رئاسة نادي الهلال، من أبرز انجازات الطيب عبد الله وصول فريق الهلال في عهده في العام 1987م لنهائي كأس بطولة الأندية الأفريقية.
تقلد منصب وكيل وزارة الداخلية في عهد الرئيس الأسبق جعفرمحمد نميري في العام 1971م قبل ان يخرج من الوزارة مع انقلاب هاشم العطا.

## المسيرة المهنية
أثناء وجوده بجامعة الخرطوم لعب كحارس مرمى لفريق النيل بالخرطوم ثم نادى العزيمة بأم درمان ولكن لم يستمر نشاطه كثيراً في مجال لعب كرة القدم. بدأ عبد الله مسيرته المهنية في الهلال كنائب سكرتير للنادي عام 1963، بعد مهارات تنظيمية كبيرة، تم تعيين عبد الله سكرتيراً ثم رئيساً في عام 1968. قام عبد الله باصدار عقوبات قاسيه في حق العديد من اللاعبين منهم عزالدين الدحيش وعلي قاقرين، وقد دافع عن ذلك باعتبار ان تلك العقوبة تربوية رغم مكانة اللاعبين ودورهم في دفه مسيرة النادي في تلك الفترة، وهو الذي قاد معارك شرسه في اختطاف لاعبين كانوا الأقرب للمريخ واشهرها حادثة تسجيل اللاعب الفنان عوض الحاج، كان وفد المريخ قد تحرك بالقطار ولكن الطيب عبد الله استغل الطائرة للوصول إليه.
اثناء فترة حرجة من تاريخ الهلال كان النادي قد تعرض لهزائم قاسيه، وقد اشتاطت الجماهير غضباً وكان الطيب عبد الله في طريقه لتقديم استقالته والتي كان يحملها في جيبه، وعندما وصل إلى استاد الهلال رماه أحد المشجعين بحجر وسبب له جرحا غائرا في رأسه، بعدها مباشرة قام الرجل بتمزيق الأوراق التي كتب عليها استقالته، وقال ان الأمر يستحق التضحية وقرر المواصلة في سبيل الهلال.
في عام 1999 بعد قضاء 30 سنة مع الهلال، قرر عبد الله التنحي بسبب حالته الصحية.

## الوفاة
خضع عبد الله لعملية جراحية في مصر بترت على إثرها رجله. بعد ذلك بفترة وجيزة، توفي في 24 فبراير 2007 تاركاً إرثا عظيماً كأطول رئيس للنادي الرياضي في السودان. كان الملقب باسم الزعيم ، والأب الروحي للهلال لأنه كان يحظى باحترام كبير في جميع أنحاء المُجتمع الرياضي في السودان.